# ناصف نظمي
ناصف نظمي جرجس (مواليد 1935) الرئيس السابق للبورصة المصرية (1994-1997) والرئيس الحالي لشركة الأهرام لتداول الأوراق المالية.تخرج من كلية الأداب قسم الصحافة والعلوم السياسية جامعة القاهرة في سنة 1963. وحصل على دراسات بمعهد نيويورك للدراسات الاقتصادية بأمريكا. ودراسات بالمعهد الخاص بالإدارة العليا بباريس.

## مساهماته في بورصة الأوراق المالية المصرية
في عام 1957 انضم لبورصة الاوراق المالية المصرية وعمل في مكتب فورتي كمندوب رئيسي ثم وسيط ثم شريك في مكتب فورتي وسمسار ثم عضو في لجنة البورصة ثم أمين للصندوق لأكثر من عشرين عامًا ثم نائب لرئيس البورصة لمدة ثلاث سنوات ثم رئيس للبورصة لمدة ثلاث سنوات متتالية وحاليا رئيس لشركة الأهرام لتداول الاوراق المالية.
عاصر في عام 1957 عملية تحديد الأرباح بحيث كانت القيمة لا تزيد عن 15 % من قيمة الورقة المالية الاسمية. كما عاصر تأميم الشركات عام 1961 وما أصاب السوق من إحباط وهروب المستثمرين وقد صرف آنذاك التعويض بسندات التعويض. وفي عام 1963 شهد صدور القوانيين الاشتراكية ولكن لم يكن هناك عددا كبيرا من الأوراق متاحا للتداول حيث لم يتبق سوى القليل من الشركات المتداولة وقد كانت النسبة العظمى للملكية للقطاع العام.
كما شهد تطوير البورصة وسوق الأوراق المالية بصدور قوانيين سنة 1981 وسنة 1992 وسنة 2000. كما كان عضو مؤسس باتحاد البورصات العربية وعضو اللجنة العليا لاتحاد البورصات العربية. وأثناء رئاسته للبورصة المصرية (1994-1997) أشرف على تطوير البورصة من نظام المناداة إلى النظام الآلي. وكان أيضا عضو في مجلس إدارة شركةمصر للمقاصة .

## انظرأيضا
- مصر للمقاصة والقيد والإيداع المركزي
- سوق الأوراق المالية
- البورصة المصرية
- بورصة القاهرة | بورصة الأسكندرية